# Charity school

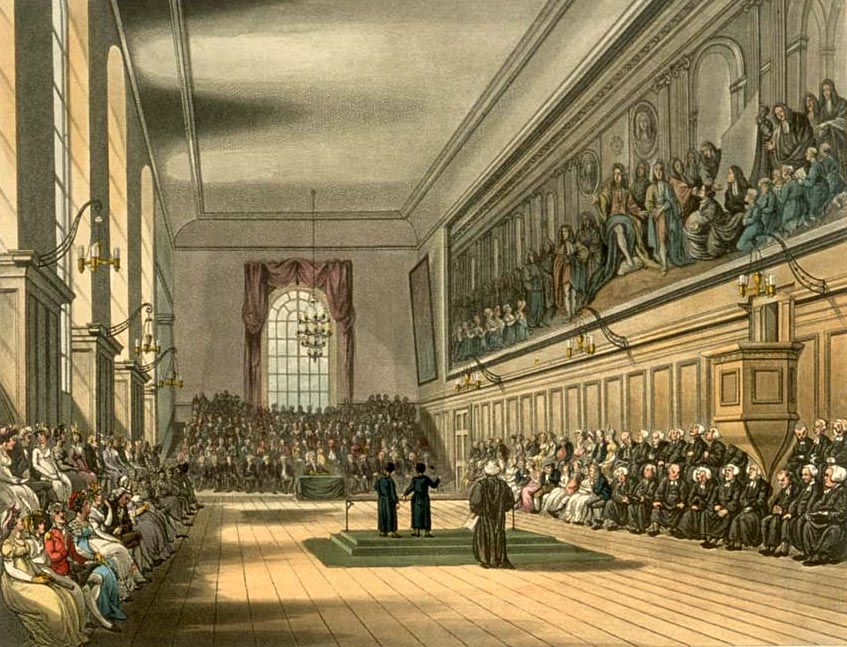
La Blue coat school (dans le cas présent, il s'agit de la Christ's Hospital, à Londres, dessinée par Auguste Charles Pugin et Thomas Rowlandson pour l'ouvrage Microcosm of London de Rudolph Ackermann (1808-1811). L'image montre le Grand Hall le jour de la Saint Matthieu, le 21 septembre. Deux grands élèves destinés à recevoir des bourses pour l'Université d'Oxford et l'Université de Cambridge — connus sous le nom de Grecians, faisaient des oraisons louangeant l'école, l'une en latin et l'autre en anglais.

En Angleterre, une Charity school (« école de charité »), également appelée Blue coat school (« école des manteaux bleus ») était initialement un type d'école primaire (elementary school) construite et entretenue dans différentes paroisses, par la contribution volontaire de ses habitants, dans le but d'enseigner aux enfants pauvres les rudiments indispensables de l'éducation, et en particulier, la lecture et l'écriture.
Elles étaient en général administrées par des institutions religieuses, qui fournissaient aux élèves vêtements et éducation, gratuitement ou pour une modeste contribution. Dans la plupart des Charity schools, le placement des enfants à leur sortie de l'école était pris en charge par ces mêmes institutions charitables. 
Les Charity schools apparurent tout d'abord à Londres, et se répandirent ensuite à travers la plupart des zones urbanisées de l'Angleterre et du Pays de Galles. En 1710, le décompte des Charity schools à Londres et autour de Londres était le suivant : 
- nombre d'écoles : 88 ;
- garçons éduqués : 2181 ;
- filles éduquées : 1221 ;
- garçons placés comme apprentis : 967 ;
- filles : 407.

Lorsqu'arriva le XIXe siècle, les écoles primaires anglaises étaient pour l'essentiel des Charity schools. 

## Blue coat schoolsselon l'ordre de leur fondation
- Christ's Hospital, Horsham, une pension indépendante fondée en 1552. La première, la plus grande, et la plus ancienne des Blue coat school existant encore.
- Reading Blue Coat School, établissement d'enseignement secondaire (secondary school) fondé en 1646.
- Old Swinford Hospital, à Stourbridge, fondé en 1667.
- The King's Hospital ou Blue Coat School, Dublin, une école irlandaise fondée en 1669.
- Blue Coat Girls' School, Greenwich, une Charity school pour filles fondée en 1700.
- St Mary's School, Banbury, une école primaire fondée en tant que Blue coat school en 1705.
- York Bluecoat School, fondée en 1705
- Nottingham Bluecoat School, une école religieuse (church school) fondée en 1706.
- Liverpool Blue Coat School, une école secondaire (grammar school) fondée en 1708.
- Tenison's School à Croydon, fondée en 1714.
- Coventry Blue Coat Church of England School, une école généraliste fondée en 1714.
- Birmingham Blue Coat School, une école du soir indépendante pour les petits (junior prep school), fondée en 1722.
- Bluecoat Primary School & Nursey, in Stamford (Lincolnshire), établie dans les années 1700.
- The Blue Coat School, Oldham, école établie en 1834.
- The Blue Coat School, Dudley, école ouverte en 1869 et fermée en 1989.
- Bishop of Hereford's Bluecoat School, école fondée en 1973.
- Pilton Bluecoat CofE Primary School, école pour les petits dans le Devon.